# الکساندر پوپ
الکساندر پوپ (به انگلیسی: Alexander Pope) (زاده ۲۱ مه ۱۶۸۸ - درگذشته ۳۰ مه ۱۷۴۴) از شاعران و مترجمان سدهٔ هجده بریتانیا بود. شهرت او بیشتر به خاطر اشعار طنزش و ترجمه اثر هومر و نیز به خاطر دوبیتی‌هایش است که مضمون قهرمانی دارند. الکساندر پوپ پس از شکسپیر دومین نویسنده‌ای است که فرهنگ گفتاوردهای آکسفورد از او نقل قول کرده‌است.
او نخستین اثر خود را در سن ۱۲ سالگی نگاشت، اما اولین اثر موفق وی در سال ۱۷۱۱، یعنی در سن ۲۳ سالگی، با عنوان «جستاری در نقد» منتشر شد و مورد توجه قرار گرفت.
جمله به‌یادماندنی «اندک دانش آموختن، چیز خطرناکی است»، که از وی نقل می‌شود اولین بار در همین مقاله ارائه شد.

## آثار
- (۱۷۰۹) Pastorals (شبان‌نامه‌ها)
- (۱۷۱۱) An Essay on Criticism (جستاری در نقد)
- (۱۷۱۲) The Rape of the Lock (یورش بر طره)
- (۱۷۱۳) Windsor Forest (جنگل ویندزور)
- (۱۷۱۵–۱۷۲۰) ترجمه ایلیاد هومر به انگلیسی
- (۱۷۱۷) Eloisa to Abelard
- (۱۷۱۷) Elegy to the Memory of an Unfortunate Lady (مرثیه‌ای بر خاطره یک بانوی ناکام)
- (۱۷۲۵–۱۷۲۶) ترجمه اودیسه هومر به انگلیسی
- (۱۷۲۸) The Dunciad
- (۱۷۲۷) Peri Bathous, Or the Art of Sinking in Poetry (بر فراز ابتذال، یا هنر غرق شدن در شعر)
- (۱۷۳۴) Essay on Man (جستاری دربارهٔ آدمی)
- (۱۷۳۵) The Prologue to the Satires (پیش‌درآمدی بر هجونامه‌ها)